# Eileen Reid
Pour les articles homonymes, voir Reid.
Eileen Reid, née en 1894 à Dublin où elle est morte le 8 avril 1981, est une peintre et musicienne irlandaise,.

## Biographie
Eileen Reid est née Eileen Florence Beatrice Oulton en 1894 au numéro 19 Upper Mount Street à Dublin. Elle est l'une des deux enfants de l'avocat, George Nugent Oulton. Elle passe sa vie dans la maison familiale. Elle fréquente la German High School de Wellington Place à Dublin, puis la Royal Irish Academy of Music. Elle est primée à l'académie de musique de Coulsdon en 1910 et y obtient une bourse d'études en 1911. Son instrument est le piano. Elle est nommée professeur de musique en 1914. C'est un ami de la famille, William Orpen, qui l'inspire et lui suggère de commencer à peindre. En 1922, elle entre à la Royal Academy Schools de Londres.
En 1923, elle épouse Hugh C. Reid à la St Stephen's Church de Dublin. Reid est originaire de Londres et travaille pour le service colonial nigérian. Elle prévoit de le rejoindre en Afrique, mais il meurt d'une fièvre en 1924, avant qu'elle ne puisse le faire. Elle retourne à la Royal Academy et obtient son diplôme en 1927. Elle enseigne la musique pour vivre, joue de l'orgue à l'église St Stephen et s'adonne à la peinture. Elle peint des figures, des paysages et des paysages urbains. Elle travaille tout d'abord à l'huile, puis, plus tard, à l'aquarelle. Elle rejoint la Water Colour Society of Ireland en 1934 et devient secrétaire du groupe de 1936 à 1974. Elle y expose dans les années 1930 et 1940, puis, par la suite, consacre son temps à la gestion administrative et organisationnelle des activités de la société.
Reid meurt chez elle, le 8 avril 1981. Ses peintures sont conservées dans un certain nombre de collections privées irlandaises. Une exposition rétrospective a lieu à la Cynthia O'Connor gallery en 1984.

## Peintures
- Venice, 1925
- An officer and the Red Waistcoat (pair), 1923
- Head of a girl in a mauve dress
- The red waistcoat
- An officer, 1923
- Head of a woman in a black dress, 1926
- Head of a black girl
- Head and shoulders of a young man
- Standing boy
- Still like flowers